# Heilprinia dowiana
Heilprinia dowiana is een slakkensoort uit de familie van de Fasciolariidae. De wetenschappelijke naam van de soort werd in 1954 voor het eerst geldig gepubliceerd door A.A. Olsson.